# Kristian Corfixen
Kristian Corfixen er en dansk journalist og forfatter. Han er født og opvokset i Odense. I dag bor han i København, hvor han siden 2013 har arbejdet som journalist på Politiken.
Han er blevet nomineret og har vundet flere priser for sin journalistik.
I 2008 blev han student fra Odense Katedralskole, og siden blev han uddannet journalist fra Syddansk Universitet. På universitetet fik han sammen med en medstuderende Den Fynske Bladfonds legat for at have lavet årets bedste bachelorprojekt.
I 2015 og 2020 blev han nomineret til Kristian Dahls Mindelegat for sin journalistik.
I 2019 vandt han FUJ's Formidlingspris, som Foreningen for Undersøgende Journalistik giver til den journalist i landet, der har lavet årets bedst formidlede undersøgende projekt. Kristian Corfixen fik prisen for sin debutbog Sygeplejersken.
Bogen, som udkom på forlaget Lindhardt og Ringhof i marts 2019 , er en dokumentarisk bog om sygeplejerskesagen, hvor sygeplejersken Christina Aistrup Hansen blev dømt for bevidst at forsøge at dræbe patienter på sine vagter på Nykøbing Falster Sygehus. Bogen fik en flot modtagelse hos anmelderne og er siden blevet oversat til ni sprog .
I 2020 blev Kristian Corfixen tildelt Tage la Cour-diplomet, som er en litteraturpris, Det Danske Kriminalakadami uddeler til en forfatter eller skribent, som har formået at dokumentere kriminelle forhold i virkeligheden på en vedkommende, lødig, kvalitetsbetonet og velskreven vis.  
I 2023 fik en Netflix-serie, der er baseret på Kristian Corfixens debutbog, verdenspremiere.